# Acraea kissejensis
Acraea kissejensis är en fjärilsart som beskrevs av James John Joicey och Talbot 1921. Acraea kissejensis ingår i släktet Acraea och familjen praktfjärilar. Inga underarter finns listade i Catalogue of Life.